# ژان-پیر وبر
ژان-پیر وبر (فرانسوی: Jean-Pierre Weber‎; ۳۱ دسامبر ۱۸۹۹ – ۱۵ مارس ۱۹۶۷) بازیکن فوتبال اهل لوکزامبورگ بود.
وی همچنین در تیم ملی فوتبال لوکزامبورگ بازی کرده‌است.